# Cello (film, 2005)
Pour les articles homonymes, voir Cello.
Pour plus de détails, voir Fiche technique et Distribution.
Cello - hongmijoo ilga salinsagan (RR), 첼로- 홍미주 일가 살인 사건 (coréen), littéralement « Violoncelle - Meurtres de la famille Hong Mi-ju » est un film d'horreur sud-coréen réalisé par Lee Woo-cheol en 2005. Écrit par Jeong Woo-cheol, le film raconte l’histoire de Mi-Ju, une violoncelliste interprétée par Sung Hyun-ah (en), qui garde le secret de la mort de son amie Tae-yeon. Le film a été produit par Yun Hyo-seok, Kim Sang-chan et Jang Yong-seok. Il a été tourné en coréen en Corée du Sud où il a été diffusé le 18 août 2005 puis le 24 avril 2008 en France en DVD.

## Synopsis
Mi-Ju, interprétée par Sung Hyun-ah (en), est amie avec Kim Tae-yeon (Park Da-an (ko)). Toutes les deux jouent au violoncelle mais Kim Tae-yeon, est meilleure et plus doué que Mi-ju.
Après le choix du public pour Kim Tae-yeon à la place de Mi-ju qui reçoit son humiliation finale, de retour à la maison, Mi-ju prend le volant et après quelques kilomètres, Tae-yeon lui dit qu’elle est heureuse d’être son amie. Mi-ju lui demande de se taire et perd le contrôle de la voiture, en déviant de justesse le camion qui arrive en face. La voiture se bloque en haut d’une falaise, Tae-yeon est éjectée de la voiture et se tient suspendu dans le vide avec ses mains accrochées à la voiture. Mi-ju saisit la main de son ami, mais finalement lâche la main de Kim Tae-yeon qui chute mortellement dans le vide en griffant le poignet de Mi-ju. Mi-ju cache le secret de sa cicatrice et raconte la version inverse de l’histoire.
Traumatisée et fragilisée psychologiquement par cet accident, Mi-ju tente de surmonter le choc par un traitement médical. Mi-Ju arrête de jouer elle-même du violoncelle. Mi-Ju décide de donner des cours de musique à des étudiants, afin de faire le deuil de son amie. Mi-Ju est professeure de violoncelle dans une école de musique.
Mi-Ju vit dans une luxueuse propriété avec Jun-ki (Jeong Ho-bin) et sa belle-sœur Kyeong-ran (Wang Bit-na). Mi-Ju est devenue la mère de deux filles dont la plus âgée est enfermée dans un mutisme autistique, mais pour la médecin, ce n’est pas du aux médicaments pris pendant sa grossesse.
Mi-ju va à l’école de musique et regarde jouer les étudiants de violoncelle sous l’œil de leur prof. La professeure demande à Mi-ju d’aller au concert de violoncelle de la petite sœur de feu de son ancienne amie, Kim Tae-yeon. Mi-ju décline l’offre. Le professeur demande à Mi-ju de devenir plus qu'un simple professeur agrégé. Mi-ju décline l’offre d’emploi. La professeur lui remet une K7 et s’en va. Une ancienne étudiante de Mi-ju a été éliminée durant un concours de violoncelle. L’étudiante entre dans la salle des professeurs, en colère et dit à Mi-ju qu’elle a été éliminée à cause de Mi-ju qu’elle considère comme responsable de son échec à l’examen : « Vous avez fichu ma vie en l’air » et elle lui jette des feuilles qui volent par terre. L’étudiante s’en va en jurant vengeance : « vous allez me le payer ».
Mi-ju, monte dans sa voiture et rentre à la maison. Sur le chemin elle écoute la K7. C’est du violoncelle. Après quelques secondes ses mains conduisent sans qu’elle ne puisse les contrôler jusqu’à ce que la K7 s’arrête et qu’elle arrive à contrôler ses mains et éviter un accident avec un camion. Mi-ju retire la K7. Arrivé à la maison, Mi-ju reçoit un message sur son téléphone portable : « tu es heureuse ? Tu devrais !».
Mi-ju cherche Yoon-jin (Choi Ji-eun), sa fille aîné, autiste, en regardant dans toute la maison tout en allumant les lumières, qui s’éteignent après qu’elle est atteint sa chambre vide. Mi-ju monte au grenier. Là, elle voit Yoon-jin assise sur une chaise face à la fenêtre et toutes les lumières s’allument, révélant son mari Jun-ki, sa belle-sœur Kyeong-ran, et sa fille cadette Yoon-hye. Tout le monde, lui chante «Joyeux anniversaire Mi-ju» sauf Yoon-jin, qui reste muette.
Mi-ju ouvre ses cadeaux, Kyeong-ran lui offre un album de musique "Rainy Day". Jun-ki, le mari de Mi-Ju, lui offre une croix attaché à un collier. Sa fille cadette Yoon-hye montre à Mi-ju comment elle a appris à sa sœur Yoon-jin à compter jusqu'à cinq avec ses doigts.
Plus tard, Mi-ju et Yoon-jin se baignent, Mi-ju lui dit comme elle est heureuse, combien elle aime Yoon-jin. Mi-ju semble partager une affection réelle pour Yoon-jin. Le lendemain, après la visite d'un médecin, elles passent devant un magasin de musique. Yoon-jin s’arrête pour regarder un violoncelle, et Mi-ju l’achète pour elle.
À la suite d'une promesse à son ami, Jun-ki embauche une gouvernante au comportement étrange, dont toute la famille est morte l’année dernière dans un accident de voiture. Traumatisée et suicidaire elle a avalé de l’acide la rendant muette. À la maison, Kyeong-ran accueille la nouvelle gouvernante.
Quand Mi-ju et Yoon-jin arrivent à la maison, Sunny, le chien, aboie sur eux, mais s’arrête qu’une fois Yoon-jin et le violoncelle passé.
Mi-ju demande à la nouvelle gouvernante : « qui êtes vous ? », mais elle reste silencieuse. Mi-ju commence à enseigner à Yoon-jin comment jouer du violoncelle. Mi-ju reçoit un message sur son téléphone portable : « Tu es heureuse ? Tu devrais !».
Yoon-hye joue dans la chambre de Kyeong-ran jusqu'à ce que Hyeon-woo, son fiancé l’appelle. Kyeong-ran fait sortir Yoon-hye de sa chambre pour parler a Hyeon-woo.
Pendant la nuit, Sunny, le chien de la famille aboie. La couverture de Mi-ju est tirée en arrière alors qu’elle tente de dormir. Mais c’était un cauchemar. Le lendemain matin, Kyeong-ran retrouve Sunny mort inexplicablement. Dans un parking Mi-ju se fait agresser par une voiture.
Yoon-hye va à la chambre de sa sœur Yoon-jin essayer le violoncelle, mais la calme et impassible Yoon-jin mord étonnamment sa petite sœur. Hyeon-woo dit à Kyeong-ran qu’il rompt avec elle. Dans la chambre de Yoon-jin, Mi-ju regarde le sommeil Yoon-jin, mais le visage de sa fille endormie devient soudainement fantomatique, horrible, spectrale et des voix étranges peuvent être entendues : « maman, maman ».
Dans la chambre de Kyeon-ran, une fissure apparaît sur une photo de Kyeong-ran et son fiancé, et à travers la photo, 
un fantôme (qui ressemble à l’étudiante mécontente qui a fait face Mi-ju pour la mauvaise note qu'elle avait reçu) apparaît et jette Kyeon-ran à travers la vitre du balcon qui tombe dans le vide. Yoon-jin sort de son lit, ouvre le rideau de la fenêtre, et voit Kyeong-Ran étranglé et pendu dehors.
Mi-ju entre dans la chambre de Yoon-jin et l’emmène le lendemain chez le médecin. Mi-ju trouve des vers dans son casier et vient frapper l’étudiante qui tombe de sa chaise. Elles se retrouvent toutes les deux au commissariat. Le policier ne trouve pas de trace des messages sur le registre téléphonique de Mi-ju.
La gouvernante donne une K7 où joue Kim Tae-yeon à Yoon-jin. Yoon-jin joue du violoncelle avec la musique de la K7.
Mi-ju interdit à Yoon-jin de jouer avec la K7. Sentant l’agitation intérieure de sa femme, Jun-ki lui demande ce qui se passe, 
lui présente le trombinoscope de la classe de son université, et lui demande pourquoi la tête de Kim Tae-Yeon est déchirée.
Mi-ju lui raconte que lors d’un auditoire, le professeur évalue Mi-ju au-dessus de son amie Kim Tae-yeon.
Tae-yeon et Mi-Ju rentre en voiture à la maison. Tae-yeon dit à Mi-Ju qu’elle détestait d'être toujours dans l'ombre de Mi-ju, qu’elle souhaite qu’elle disparaisse. Kim Tae-yeon perd le contrôle de la voiture et percute un camion. L’accident de voiture fait perdre la vie à Kim Tae-yeon. Mi-Ju, qui a survécu à l'accident en porte les marques : trois cicatrices sur l’intérieur du poignet gauche.
Malgré le choc du suicide de sa belle-sœur, Mi-ju assiste au concert de violoncelle, de la sœur de Kim Tae-yeon.
Pendant le concert, qui est rempli de monde, Mi-ju se retrouve seul dans l’auditorium. Elle voit le fantôme de Kyeong-ran qui a pris place sur scène avec un violoncelle. Kyeong-ran bouge ses doigts comme Yoon-jin, et en entendant Yoon-hye compter à haute voix, « Un, deux, trois, quatre, cinq », Mi-ju, terrifié, rentre à la maison.
À la maison, Yoon-hye entre dans la chambre de Yoon-jin. Voyant que le violoncelle commence à apparaître et disparaître sans que personne le touche, Yoon-hye apeuré, tente de quitter la chambre de Yoon-jin, mais la porte est verrouillée. Yoon-hye est soudainement transportés sur le balcon, suspendue dans le vide, les mains accrochées au pied du balcon.
Yoon-jin retire les doigts de Yoon-hye un par un en comptant « Un, deux, trois, quatre, cinq ». Yoon-hye tombe du premier étage en se fracassant au sol sous le regard de sa mère impuissante, qui tombe en abîme à la découverte de la terrible tragédie qu’elle tente de masquer à son mari, en essayant désespérément de protéger sa fille aînée, Yoon-jin. Mi-ju prend le corps de Yoon-hye sans vie dans ses bras et pleure. Mi-ju cache son corps dans le sous-sol.
Lorsque Jun-ki, le mari de Mi-ju, retourne du travail à la maison, il demande où est Yoon-hye. Mi-ju lui répond qu’elle a finalement accepté d’envoyé Yoon-hye en camping. Jun-ki regarde un livre et voit que Kim Tae-yeon avait eu le premier prix et Mi-ju le second. Jun-ki se rend compte que Mi-ju lui ment. Il doute pour Yoon-hye. Voulant parler à Yoon-hye, Jun-ki appelle le téléphone de Yoon-hye, mais n’obtient pas de réponse. Cependant, il commence à entendre la sonnerie du téléphone dans le sous-sol où le corps de Yoon-hye se trouve.
Jun-ki accuse Mi-ju d’avoir tué Yoon-hye. Mi-ju lui explique que c’était un accident, que ce n’est pas elle. Mi-ju repousse Jun-ki, qui tombe en arrière et se poignarde mortellement dans le dos par un tuyau. Mi-ju se tourne lentement vers les escaliers et voit la gouvernante qui ressemble à l'étudiante mécontente, puis à Kim Tae-yeon. Grâce aux yeux du fantôme de Kim Tae-Yeon, nous voyons un flash back de ce qui est vraiment arrivé. Tae-yeon qui ressemble à l'étudiante du début du film, est en réalité une musicienne de violoncelle plus talentueuse que Mi-ju.
Le fantôme de Tae-yeon monte vers la chambre de Yoon-jin, Mi-ju tente d'empêcher Tae-yeon d'aller vers Yoon-jin, en la poignardant avec un couteau : « Pas ma Yoon-jin, pas ma Yoon-jin! ». Mi-ju voit alors qu'elle a poignardé la gouvernante.
Pensant que le violoncelle a le pouvoir du fantôme de Kim Tae-yeon, Mi-ju attrape un club de golf et se précipite dans la chambre de Yoon-jin.
Mi-ju saisit le violoncelle, le jette contre le mur de sa chambre, le brisant. Mi-ju s’enferme dans la chambre pour empêcher Yoon-jin de récupérer le violoncelle. Quand Yoon-jin arrête de taper à la porte, Mi-ju entre dans la chambre de Yoon-jin qui est vide, excepté le violoncelle, qui est intacte sous une couverture. Mi-ju regarde en arrière dans le couloir et découvre le corps battu et sanglant de Yoon-jin. Mi-ju s’agenouille près de Yoon-jin, Tae-yeon force la main de Mi-ju à prendre un morceau de verre et à poignarder Yoon-jin. Mi-ju résiste et se poignarde à la poitrine.
Mi-ju se réveille à l'hôpital comprenant que ce n’était qu’un cauchemar qu’elle rêva pendant qu’elle dormait au volant. Son accident de voiture l’a mis dans un coma, et en entendant Jun-ki lui chuchoter à l’oreille : « Mi-ju ouvre les yeux », elle se réveille et trouve tous les membres de sa famille sains et saufs. Mi-ju va à l’école de musique. De retour à la maison, elle reçoit le même texto : « Es tu heureuse ? ... tu devrais».
Elle marche à travers la maison, allume la lumière, et quand elle atteint le grenier. Encore une fois, Mi-ju trouve de la même manière sa famille comme dans le début du film. Ils chantent « joyeux anniversaire » pour elle, et Kyeong-ran donne à Mi-ju le même album. À l'intérieur, elle trouve une inscription griffonné : « Pour Mi-ju en souvenir de notre premier enregistrement, signé : Tae-yeon ». Les mains fantomatiques de Kim Tae-yeon passent à travers les cheveux de Mi-ju et se saisissent progressivement du visage de sa vieille amie.

## Fiche technique
- Titre original : coréen : 첼로- 홍미주 일가 살인 사건 (RR :Cello - hongmijoo ilga salinsagan)
- Titre international : Cello - Hong Mi-ju family murders
- Titre français : Cello - Meurtres de la famille Hong Mi-ju
- Réalisation : Lee Woo-cheol
- Scénario : Jeong Woo-cheol
- Photographie : Gwon Yeong-cheol
- Montage : Kim Yong-Su (en)
- Musique : Lee Han-na
- Production : Yun Hyo-seok, Kim Sang-chan et Jang Yong-seok
- Société de distribution : Tube Entertainment
- Pays d'origine : Corée du Sud
- Langue originale : coréen
- Format : couleur — 1.85 : 1 — Dolby Digital — 35 mm
- Genre : horreur
- Durée : 92 minutes
- Dates de sortie :
  -  Corée du Sud 첼로  : 18 août 2005
  -  États-Unis Cello : 25 juillet 2006
  -  Irlande Cello : 30 octobre 2006 (Horrorthon Festival Dublin)
  -  Hongrie Cselló : 17 novembre 2007
  -  Espagne Cello : 13 novembre 2007 (Málaga International Week of Fantastic Cinema)
  -  France Cello : 24 avril 2008
  -  Argentine Chelo - Notas de terror : 2 juillet 2008

## Distribution
- Sung Hyun-ah (en) : Hong Mi-ju, la professeure de violoncelle
- Park Da-an (ko) : Kim Tae-yeon, l’amie de Mi-ju
- Jeong Ho-bin (ko) : Jun-ki, le mari de Mi-ju
- Jin Woo (en) : Kyung-ran, la sœur de Jun-ki
- Kim Na-woon (en) : Sun-ae
- Jin Ji-hye : Yoon-hye, la fille cadette